# Свадиштана
Свадхишхана (санск. स्वाधिष्ठान, превод „седиште својствености”) или сакрална чакра је друга основна чакра према традицији хиндуистичког тантризма.
Симболично је приказана као наранџасти лотос са шест латица.
Сматра се да је положај ове чакре у телу корен полног органа илити сакрални плексус.

## Опис
Каже се да је ова чакра блокирана страхом, нарочито страхом од смрти. 

### Положај
Положај Свадхишхана чакре у телу је у близини гениталија, отприлике 3 цм изнад доњег дела кичменог стуба где се налази репна кост и крста. Повезана је са чулом укуса (језика) и репродукцијом (гениталије).

### Матрике
На свакој од шест латица је уписан по сугласник илити матрика деванагари писма које се изговарају као мантре. Гледано с лева на десно:
| Бр. | Матрика | Сугласник | Сугласник на санскритском | Опис             | Реф.        |
| --- | ------- | --------- | ------------------------- | ---------------- | ----------- |
| 1   | банг    | бам       | ब                         | уснени сугласник | [ 1 ] [ 2 ] |
| 2   | бханг   | бхам      | भ                         | уснени сугласник | [ 1 ] [ 2 ] |
| 3   | манг    | мам       | म                         | уснени сугласник | [ 1 ] [ 2 ] |
| 4   | јанг    | јам       | य                         | полусугласник    | [ 1 ] [ 2 ] |
| 5   | ранг    | рам       | र                         | полусугласник    | [ 1 ] [ 2 ] |
| 6   | ланг    | лам       | ल                         | полусугласник    | [ 1 ] [ 2 ] |

## Алтернативни називи
- У Тантри: Адхиштана, Бима, Шатпатра, Скадала Падма, Вари чакра.
- У Ведама (касне Упанишаде): Медра.
- Сакрална чакра [3]